# Neonatalni zubi
Natalni zubi su zubi koji su prisutni pri rođenju, a neonatalni zubi su zubi koji se javljaju tijekom prvih mjeseci života. Kratko rečeno, to su zubi koji niknu preuranjeno.
Učestalost neonatalnih zubi znatno varira, između 1:700 i 1:30.000 ovisno o vrsti istraživanja; najveća rasprostranjenost je bila u jednom istraživanju koje se oslanjalo na osobni pregled pacijenata.
Najčešći neonatalni zubi su mandibularni središnji sjekutići. Pričvršćeni su za kraj desni mekim tkivom i vrlo često su klimavi.

## Uzroci
Natalni i neonatalni zubi najčešće nisu povezani s nekim medicinskim stanjem. Međutim, ponekad mogu biti povezani sa sljedećim sindromima:
- Ellis–van Creveldov sindrom[4][5]
- Hallermann–Streiffov sindrom[4]
- Pierre Robinov sindrom[4]
- Sotosov syndrome[4]

## Liječenje
Najčešće se ne preporučuje nikakva terapija, osim ako uzrokuju poteškoće novorođenčetu ili njegovoj majci.
Međutim, neki preporučuju uklanjanje neonatalnih zubi jer bi zub mogao porezati ili odsjeći vrh jezika.
Neonatalni zubi se trebaju ostaviti u ustima što je dulje moguće kako bi se smanjila vjerojatnost uklanjanja trajnih zubnih pupoljaka neonatalnim zubom. Također se ne trebaju uklanjati ako dijete ima hipoprotrombinemiju (poremećaj grušanja krvi vezan s nedostatkom protrombina. U slučaju nekih komplikacija zbog kojih se neonatalni zubi trebaju ukloniti, dentalni radiografi se trebaju raditi kad je god moguće, uz procjenu dječjeg stomatologa.

## Značajni slučajevi
- Napoleon Bonaparte[7]
- Luj XIV.[7]
- Rikard III.[7]
- Ivan Grozni[7]